# Weesper Automaten Kabinet
Het Weesper Automaten Kabinet (of Automaten Kabinet Weesp) is een museum in Weesp dat gespecialiseerd is in historische automaten.
Het museum is gevestigd in het centrum van Weesp, aan de Middenstraat, een van de oudste straten in de stad. Het is opgericht door Jelle Zijlmans, die er ook de eigenaar van is. De collectie bestaat uit vele verschillende soorten historische automaten, zoals een Chinese gokautomaat, die de vervolging heeft overleefd, en 's werelds kleinste werkende fruitautomaatje. Zowel de Europese (Everitt, Bussoz) als grote Amerikaanse bouwers van automaten zijn goed vertegenwoordigd.
De bezoekers hebben de mogelijkheid een flink aantal machines zelf te bedienen. Ook worden er demonstraties gehouden.
Na twee jaar onenigheid met de gemeente besloot Zijlmans het museum in 2014 te sluiten voor het publiek. Op afspraak is het museum nog wel geopend voor groepen.